# Al Lewis
Abraham Meister, conhecido como Al Lewis (Brooklyn, 30 de abril de 1923 — Roosevelt Island, 3 de fevereiro de 2006) foi um ator estadunidense.

## Carreira
Antes de iniciar na carreira teatral, foi artista circense e dono de restaurante. A primeira aparição na televisão foi na série Cidade Nua, no final da década de 1950 e início da década de 1960. Participou também da série Car 54, Where Are You? (1961-1963), ao lado de Fred Gwynne, com quem estrelaria Os Monstros, no papel de Vovô.
No cinema destacam-se os filmes A noite dos desesperados (1969) e De caso com a máfia (1980).
Al Lewis chegou a concorrer ao governo do estado de Nova Iorque em 1998, pelo Partido Verde  mas teve apenas 52 533 votos.